# Ghislaine Sathoud
Ghislaine Nelly Huguette Sathoud (sinh 1969) là một nữ quyền Congo (sống ở Canada từ năm 1996), chủ yếu liên quan với bạo lực gia đình.

## Đời sống
Ghislaine NH Sathoud sinh ngày 8 tháng 4 năm 1969, tại Pointe Noire, Congo-Brazzaville. Mẹ cô là một y tá. Cha của cô, Victor Sathoud, làm việc trong ngành gỗ và giữ nhiều chức vụ chính trị khác nhau. Cô đến Canada năm 1996 và hiện đang cư trú tại Montreal. Cô là thành viên của một số hiệp hội văn học bao gồm: Hiệp hội des Ecrivains de Langue Française, Conseil International d'Etudes Francophones và Union des Auteurs et Artistes Africaains au Canada. Sathoud là một trong những người chiến thắng Giải thưởng Naji Naaman 2008 cho tập truyện ngắn Les trésors du terroir.
Cô có bằng Thạc sĩ về Quan hệ Quốc tế và lấy bằng Thạc sĩ Khoa học Chính trị tại Đại học Québec. Cô đã tiến hành nghiên cứu cho Thành phố Montreal như là một phần của sự chuẩn bị cho hội nghị thượng đỉnh thứ ba của công dân về tương lai của Montreal vào năm 2004. Năm 2000, cô tham gia March of Women thế giới với vở kịch The Evils of Silence. Cô làm việc cho Liên minh các cộng đồng văn hóa vì bình đẳng trong các dịch vụ y tế và xã hội (ACCESS). Cô ấy đã viết một vở kịch có tựa đề Ici, ce n'est pas pareil chérie! phục vụ như một nền tảng nhận thức về bạo lực gia đình trong những người nhập cư.
Cô quan tâm đến các vấn đề giới tính. Cô đã tham gia vào năm 2005 trong một cuốn sách tập thể về Liên minh châu Phi và cũng tham gia vào một cuốn sách tập thể về nhập cư được xuất bản ở Argentina vào năm 2005. Bài tiểu luận của cô có tựa đề "Phụ nữ Trung Phi ở Quebec" được xuất bản năm 2006 bởi Editions L'Harmattan. Năm 2007, cô tham gia vào một tác phẩm tập thể mang tên Imagine, French without B Border do nhà xuất bản Mỹ Vista Advanced Learning xuất bản. Năm 2008, Tổ chức tú tài quốc tế (IBO), được thành lập năm 1968 và đặt tại Thụy Sĩ đã xuất bản "Thị trường hy vọng" mới trên CD-Rom.
Nền tảng này cung cấp các chương trình giáo dục của giáo dục quốc tế: CD-Rom là một tài nguyên giáo dục được sử dụng bởi các giáo viên liên kết với học sinh ở một số quốc gia.

## Gia đình
Sathoud có ba đứa con. Cô con gái Jessica (sinh năm 1997) một cuốn sách có tựa đề Mes confidences (Éditions Mélonic, Montréal).

## Công trình tập thể
- "Des mères et điền exécutantes", trong Revue Interculturel, n ° 19, Alliance Française de Lecce (Italie), 2015, pp.   325 trận329.
- "Quand des voies accueillent des sans-voix", trong Revue Interculturel, n ° 18, Alliance Française de Lecce (Italie), 2014, pp.   279 Chân292.
- "Des mères révolutionnaires", trong Revue Interculturel, n ° 17, Alliance Française de Lecce (Italie), 2013, pp.   9 Cung14.
- "Redonnons à l'enfance sa noblesse", trong Revue Interculturel, n ° 16, Alliance Française de Lecce (Italie), 2012, pp.   293 bóng299.
- "Afrique: des vœux collifs ", trong Revue Interculturel, n ° 15, Alliance Française de Lecce (Italie), 2011, pp.   9 Cung15.
- "Au chevet d'Haïti", ở Haïti, je t'aime - Ayiti, mwen renmen ou, Les Éditions du Vermillon, 2010, trang.   197 Đám 202.
- "En hiệp thông avec nos frères et sœurs d'Haïti", trong Pour Haïti, Desnel, 2010, trang.   240 con242.
- "Le Marché de l'espoir", D'accord!, Boston, Vista Học cao hơn, 2010, trang.   177 Con183.
- "Une flamme pour vous", Tanbou, Cambridge, USA, 2009.
- "Être Migrante et fé quản: bình luận réussir à concilier intégration et luttes féepces? "Revue FéminÉtudes, Montréal, Institut de recherches et d'études fé quảnes de l'UQAM, vo. 14, no 1, 2009, pp.   28 Lốc32.
- "Le Marché de l'espoir", Imaginez, Boston, Vista Học cao hơn, 200 trang.   188 Con192.
- "La paix, à quel Prix?", Phấn hoa ed. 47, số 25, 2005, Houdrigny (Bỉique), trang.   51 Con55.
- "Liên minh Châu Phi: augmenter la nhớt) L'union châu Phi freine-t-elle l'unité des châu phi? Retrouver la confiance entre les dirigetes et le peuple-citoyen Paris: Menaibuc, 2005, pp.   303 con325.
- "El colectivo de la muerte", Salvad a Copito: Pequeñ: Biên tập Clase Turista, 2005, trang.   25 con31.
- "Quand les citoyens người tham gia à la vie đô thị: le cas de l'arrondissement du Plateau Mont-Royal ", ở La vie démocratique montréalaise: une revue phê bình hồ sơ des grands, Montréal, Sodecm et Sommet de Montréal, 2004, pp.   98 V106106.
- "Paix sur la terre", Anthologie Nouvelles frontières 11, Toronto: Pearson, 2003, trang.   182 con3).

## Giải thưởng
2001
Đề cử cho "Gala de Trinh sát Communautaire" (GRC), khuyến khích thể loại văn học.
2008
Giải thưởng văn học Naji Naaman, giải thưởng cho sự sáng tạo.